# 士官長 (最後一戰)
MCPON約翰-117（英語：John-117）或稱作士官長（英語：Master Chief），是一名由Bungie創作的《最後一戰》宇宙之主角。士官長首次登場於科幻第一人稱射擊遊戲《最後一戰：戰鬥進化》，同時也是名玩家角色。除了電子遊戲外，該角也出現於該系列的書籍和小說中，如《瑞奇之殞》、《蟲族肆虐》、《短兵鏖戰》和《起義》，以及影視作品《最後一戰視覺文學》和《航向黎明》。
士官長是一名從不露臉的生化及智能斯巴達超级士兵，並從小就受訓和培養而成為戰鬥武器；在大部的情況下，從未見識過他在綠色裝甲服和頭盔下的模樣，且主要以自己的海軍軍銜來稱呼自己，而非他的出生名或編號。該角在遊戲中由美國DJ史蒂夫·多恩斯配音，且以克林·伊斯威特式的人物形象作為詮釋風格，其中包括以簡短的詞彙來與人交談。
士官長除了是《最後一戰》系列的象徵性角色外，同時也是如瑪利歐、刺猬索尼克及蘿拉·卡芙特相近地位的電子遊戲偶像，成為微軟Xbox品牌的吉祥物。該角已獲得了普遍好評，其英雄式的魅力與機智都獲得了讚賞；雖然士官長沉默且缺乏表情的形象也被部分評論家視為該角的缺陷，但也有其他媒體認為這些特質更能讓玩家扮演其角色。

## 角色設計

王世凱（Shi Kai Wang）在《最後一戰：戰鬥進化》中為士官長設計的初稿。

为了让士官長首次登場於《最後一戰：戰鬥進化》。羅伯·麥克利斯（Rob McLees）和該項目的藝術總監馬克斯·萊赫托（Marcus Lehto）担任了设计士官长的设计师。后期王世凱加入了設計团队中。
最终，王世凱設計的草圖被接受，並為此成為了士官長的原型；但王世凱的版本在被轉換為3D模組後，開發團隊認為士官长看起來太瘦。隨後，士官長被修改成現今在遊戲中的版本。在此期間，士官長的裝甲服經歷了各種變化，例如增加了一支天線和綠色的色調，但前者在開發中被移除。
在一次關於創立可靠的電子遊戲角色的採訪中，製作商Bungie的喬瑟夫·史泰登表示：“士官長真的拉開了創造力的序幕，就人們對他的反應而言，他简直就是是一艘非常酷的带着綠色裝甲的星際艦隊。”角色的視角隨著遊戲本身從即時戰略遊戲轉變為第一人稱射擊遊戲而所有改變，但士官長卻一直打算在一場漫長且痛苦戰爭的最後階段成為一名士兵。在遊戲大部分的情況下，該角都沒有名字。開發人員花時間考慮了士官長所隸屬於的軍階和單位——海軍階級，但這與開發人員以前聽說過的不同。而在真名確定为“约翰117”後，“士官長”这一临时名称被保留。
負責士官長配音的史蒂夫·多恩斯是一名美國DJ和配音演員，他在參與《最後一戰》前從未玩過電子遊戲。且以前在電子遊戲配音工作方面的經驗僅在《創世傳說：賽普特拉戰記》中的一小部分。在《最後一戰》的製作過程中，的音樂總監馬丁·歐唐納根據多恩斯在《創世傳說》中的經驗而將士官長一角推薦給他。多恩斯從未在採訪中談過這部分，僅描述他接受了「一通電話」。多年來，多恩斯從未現身於或微軟的活動中，並被認為是因「[該角的身份]即玩家的視角」而刻意將士官長隱蔽。

### 個性
多恩斯表示，他為士官長發表的口吻完全基於所提供的文字描述，其中指定了一個類似於克林·伊斯威特式的人物形象和台詞的字詞不多。在一次播客採訪中，該演員表示，在錄製期間，他獲得了相當大的創意空間，以發揮出士官長的性格。在遊戲過程中，士官長從不會在玩家控制的遊戲中說話，使他成為一名幾乎沉默的主角。即使在劇情畫面中，該角一般也很少說話。的法蘭克·歐康納（Frank O'Connor）將士官長形容為“如此安靜且表面上看來並不顯眼，玩家可以假裝他們就是士官長，能夠带着自己的個性投入其中。”的概念藝術家艾迪·史密斯（Eddie Smith）形容士官長為“近乎完美的職業。他做好他的工作，之后走人，甚至沒有得到這個女孩，他是那個很酷，他不需要她。”
雖然士官長時常被塑造成沉默寡言的形象，但部分評論家認為，作家艾力克·尼倫德在《瑞奇之殞》中所詮釋的該角和遊戲與其他媒體有很大不同。此外，作家威廉·C·迪茲在《蟲族肆虐》中所詮釋的士官長與尼倫德的版本差太多，而被粉絲抨擊。
士官長與人工智能科塔娜有著密切的關係，並在《最後一戰：戰鬥進化》事件之前、在人類殖民地瑞曲星（Reach）淪陷之前就遇見了科塔娜。科塔娜是為了擔任遊戲的引導者而創建的，但她卻成為使士官長展现另一面的重要因素。喬瑟夫·史泰登回顧表示，隨著時間的推移，科塔娜成為了士官長的朋友和同事，成为唯一會戳破士官长硬漢外表的人。遊戲設計師在第一款遊戲中刻意營造玩家在遊玩時的孤獨感，以凸顯在遊戲開始前許多士官長的朋友被殺的陰謀。

### 外表
在遊戲中，幾乎沒有見過士官長不穿盔甲下的模樣。在遊戲中的過場動畫中曾使該角脫下頭盔，但從未顯露出他的面孔；如在《最後一戰：戰鬥進化》結束時，士官長雖然將他的頭盔取下，但鏡頭刻意遮住了他的頭部。表示，這有助於玩家充分承擔他的角色。在《最後一戰4》結束時，當士官長脫下他的盔甲和頭盔時，則僅露出了他的眼睛。在小說《蟲族肆虐》中，有著關於成人士官長的一段物理描述；他被描述為留著短髮，嚴肅的眼神和強烈的特徵。且由於大部分的時間都穿著盔甲，而使他的皮膚「過於蒼白」。加上裝甲服後的士官長身高約7英尺（213公分），總重達1000磅（450公斤）；若沒有裝甲服的身高則達6英尺7英寸（200公分），體重達287磅（130公斤）。

## 其他媒體
除了遊戲及小說外，士官長亦在其他媒體中出現。在日本短篇動畫《最後一戰：光環傳奇》中，由大衛·沃爾德為士官長配音。在2012年的網路劇《最後一戰4：航向黎明》中，由丹尼爾·庫德摩爾飾演士官長，並由艾利克斯·普契內利（Alex Puccinelli）擔任配音。2018年，在史蒂芬·史匹柏執導的科幻片《一級玩家》中，士官長及同袍斯巴達戰士亦出現在片中。於2022年電視劇中由帕布羅·薛伯詮釋士官長。

## 文化影響

### 周邊

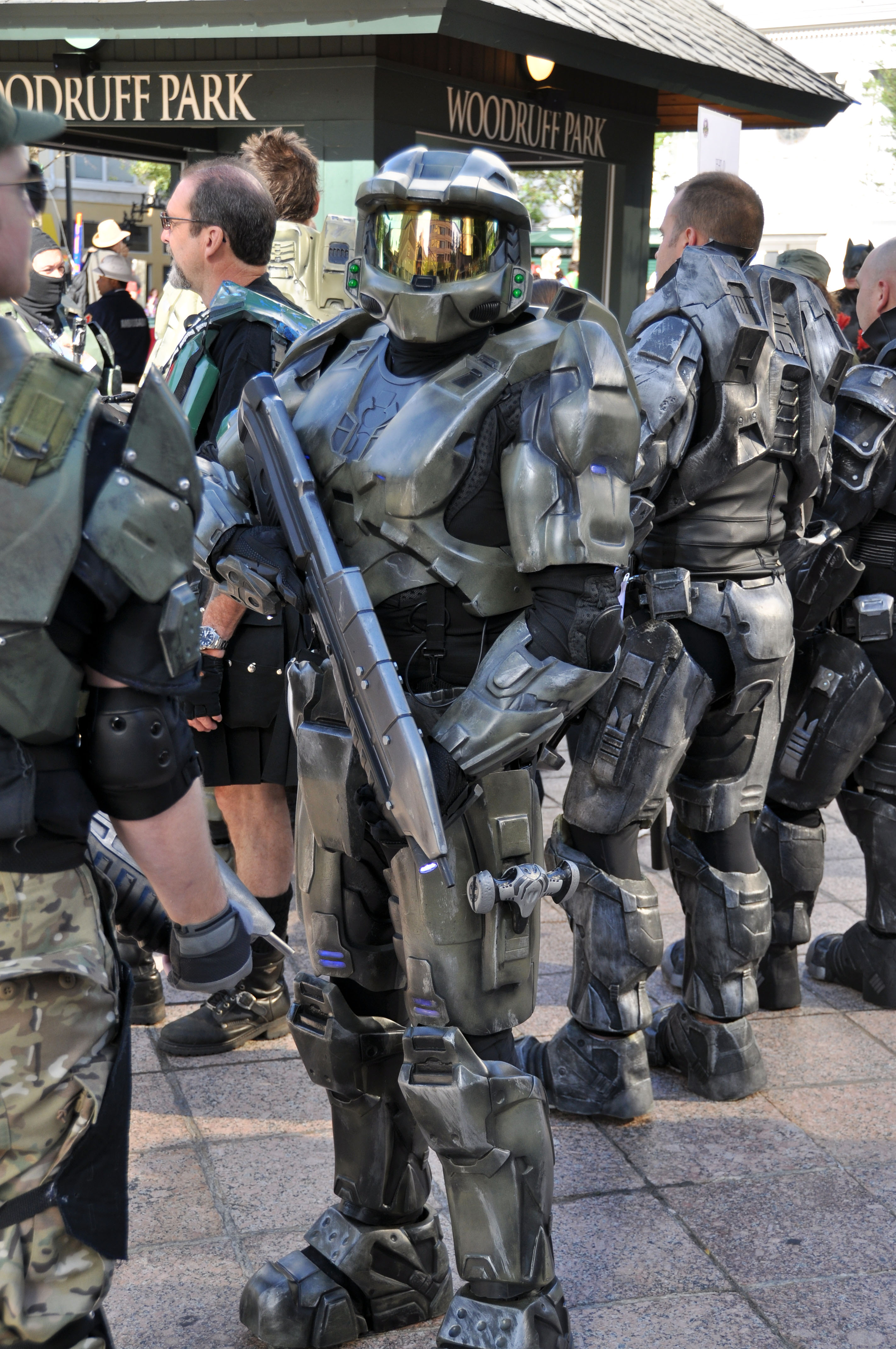
2011年，一名士官長的Cosplay出席於亞特蘭大的Dragon Con活動。

《商業周刊》將士官長列入幾名已超越各自電子遊戲品牌的電子遊戲角色名單中，並稱之為「協助它們在這個過程中超越其媒介」。士官長已用於各種周邊商品之中，如從7-Eleven的思樂冰到T恤、Xbox 360控制器及激浪。
士官長在市場上也推出了數款可動人偶；如麥法蘭玩具和Mega Bloks製作的產品。而則推出了1：2比例的士官長半身像。這些商品被視作是宣傳遊戲品牌的必需品；全球營銷總監艾德·溫圖拉（Ed Ventura）表示：「我們希望盡可能多融入我們粉絲的心中。」

### 評價
在《時代雜誌》的一篇文章中，萊夫·葛羅斯曼表示，士官長代表著「一名新穎且深刻而怪異的千年新名人」，且是電子遊戲成為一種藝術形式日益合法化的象徵。《雪梨晨鋒報》的亞設·摩西（Asher Moses）簡單地將士官長描述為「偶像般的」。《電子遊戲月刊》和《帝國雜誌》寫道，士官長已成為了Xbox「事實上」的象徵及新一代玩家的引導。士官長的認可已蔓延至主流文化中；賭城大道的杜莎夫人蠟像館已製作出了一座士官長的蠟像。在儀式上，打倒男孩的成員彼特·溫茲表示：「士官長是當今的英雄，就像其前輩蜘蛛人、佛羅多和路克·天行者等這樣的人物。」在遊戲發行的一年後，因為孩子們在其街區附近排隊等要他的簽名，史蒂夫·多恩斯才發現自己的角色受到如此廣大的迴響。
部分評論家對士官長的評價則較為兩極。有些人認為角色的沉默特質是個優點，但也有人認為這項特質使他缺乏發展性且難以信服。UGO將士官長列於「2007年任何時刻的頂尖英雄名單」中的第8位，領先於其他電子遊戲角色薩姆斯·艾仁、林克及高登·弗里曼。2009年，GamesRadar將他列入十年中25位最佳新人物的行列中。同年，《帝國雜誌》將士官長列入「最偉大的電子遊戲角色」排行中的第8名。於2011年還將士官長的「代表性」頭盔列入電子遊戲中最酷的頭盔及頭飾名單中。2012年，將他列入「最令人難忘、有影響力的和無賴的」主角中的第8名，並表示：「士官長並不是最強壯或最狡猾的英雄，他並不特別具有魅力、聰明或多趣。但當文明上線且耗盡其他選擇時，士官長就是能幫你度過難關的人。」2013年，《Complex》將他列為電子遊戲中的第二偉大的士兵。
相反地，IGN在評出前十名被高估的電子遊戲角色時，便將士官長列於首位，並表明遊戲的真正吸引力不是他們的主角，而是其多人遊戲模式。而在另一篇需要死去的前十名電子遊戲角色名單中，建議讓該角戲劇性的死亡則可能會是該遊戲中最具力道的事件之一。2011年，將他列入前十大最被高估的電子遊戲角色中，並認為士官長是「相當乏味的」。

## 外部連結
- The Master Chief's profile在Bungie.org上